# Димер (хімія)
Димéр — молекула чи молекулярний комплекс, створені з двох однакових структурних одиниць (мономерів).

## Нековалентні димери

Димер оцтової кислоти

Практично всі розчинники здатні в рідкій фазі асоціюватися, на першому етапі асоціації утворюючи димери, більш або менш стійкі. Найвідомішим прикладом є димер оцтової кислоти, настільки стійкий, що зустрічається не тільки в її рідкій фазі та в розчинах у малополярних розчинниках, а і в кристалах та парі поблизу точки кипіння. Тут стійкість досягається двома водневими зв'язками, це приклад воднево-зв'язаного димеру. До іншого типу належить ван-дер-ваальсів димер, в якому молекули утримуються разом за допомогою ван-дер-ваальсової взаємодії.

## Ковалентні димери
Є найменшими олігомерами, тобто олігомерами зі ступенем полімеризації, що дорівнює 2. Це може бути молекула, що утворюється внаслідок справжньої хімічної реакції, приміром, фотохімічної димеризації етилену із утворенням циклобутану. Також це може бути молекула, формально добута подвоєнням брутто-формули іншої молекули (мономеру), приміром, дитерпени.
При утворенні таких димерів можливо відщеплення якоїсь простої молекули, найчастіше води. В такому разі молекулярна формула димеру не буде точно подвоєною формулою мономеру.